# Аббасов, Орхан (борец)
Орхан Аббасов (азерб. Orxan Abasov; род. 16 июля 1998) — азербайджанский борец вольного стиля, выступающий в весовой категории до 79 кг. Трёхкратный чемпион Азербайджана среди взрослых (2021, 2022, 2023), серебряный призёр чемпионата Европы среди спортсменов до 23 лет (2021), бронзовый призёр чемпионата мира среди спортсменов до 20 лет (2018) и двукратный бронзовый призёр чемпионата Европы среди спортсменов до 20 лет (2016, 2018).

## Биография
Орхан Аббасов родился 16 июля 1998 года.
В сентябре 2016 года выиграл бронзу молодёжного чемпионата мира во Франции в весовой категории до 66 кг.
В августе 2018 года Аббасов занял третье место на чемпионате Европы по борьбе среди спортсменов до 20 лет в Риме. В сентябре этого же года стал бронзовым призёром чемпионата мира среди спортсменов до 20 лет  в Словакии
В мае 2021 года Аббасов взял серебро на чемпионате Европы среди спортсменов до 23 лет, который проходил в городе Скопье. В финале Орхан уступил российскому борцу Амануле Расулову. В декабре этого же года выиграл чемпионат Азербайджана среди взрослых.

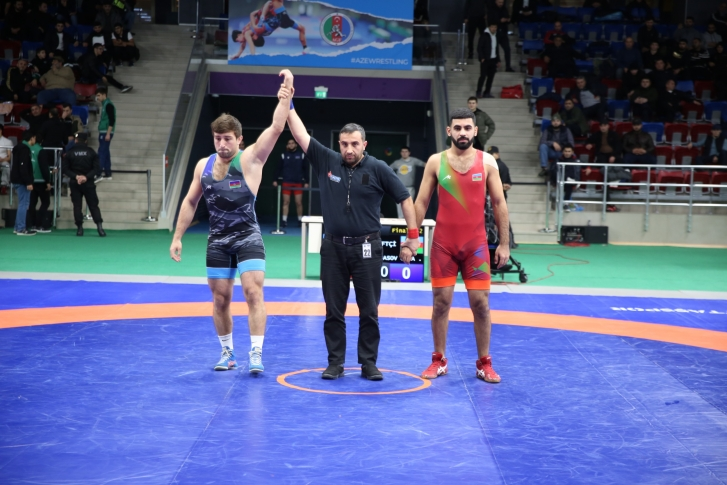
Орхан Аббасов побеждает в финале чемпионата Азербайджана 2022 года

В декабре 2022 года стал чемпионом Азербайджана среди взрослых, одолев в финале весовой категории до 86 кг Дадаша Дадашзаде.
В сентябре 2023 года на чемпионате мира среди взрослых в Белграде ему удалось дойти до полуфинала, где он проиграл будущему чемпиону мира Ахмеду Усманову из России. В схватке же за бронзу он уступил Мохаммаду Ноходи из Ирана.
В декабре 2023 года Аббасов, выступая за клуб «Нефтчи», выиграл чемпионат Азербайджана среди взрослых, одолев в финале весовой категории до 79 кг северо-осетинского легионера Али Цокаева.
В феврале 2024 года выступил на чемпионате Европы среди взрослых в Бухаресте, но в четвертьфинале проиграл Франку Чамизо из Италии.
В июне 2024 года завоевал серебряную медаль на Играх стран БРИКС в Казани.
В апреле 2025 года принял участие на чемпионате Европы в Братиславе, но в первой же схватке проиграл Зелимхану Хаджиеву из Франции, а в утешительном поединке уступил Ахсарбеку Гулаеву из Словакии.